# Швидкість зникання
Швидкість зникання (англ. rate of disappearance, рос. скорость расхода) — швидкість витрати реактанту у випадку, коли реактант витрачається повністю (до нуля). Так називають також швидкість зменшення концентрації певного реактанту або проміжної речовини після досягнення нею максимальної концентрації (при постійному об’ємі системи). 
Оскільки з його перекладом різними мовами виникають проблеми, то IUPAC рекомедує віддавати перевагу термінові швидкість витрати. 